# Granada Hoy
Granada Hoy es un periódico español editado en la ciudad de Granada, y pertenece al grupo Joly. Además de la edición en papel, el diario consta de una versión digital.

## Historia
Fundado en 2003, pertenece al grupo Joly. El diario se distribuye por toda su provincia, especialmente en la zona del Área metropolitana. Su principal rival en la capital granadina es el diario Ideal, editado por Vocento. Según la Oficina de Justificación de la Difusión (OJD), para 2010 el Granada Hoy tenía una difusión de 3840 ejemplares, mientras que su página web tenía un promedio de 96537 visitas.